# Sutra do Rei Humano
O Sutra do Rei Humanitário ou Sutra do Rei Benevolente (Chinês: 仁王經; pinyin: rén wáng jīng; Japonês: 仁王経; rōmaji: Ninnō-gyō; Coreano: 인왕경; romaja: inwang-gyeong; Vietnamita: Kinh Hộ Quốc) é um ensinamento de Buda Gautama acerca da impermanência, encontrado nos volumes No. 245 e 246 do Taisho Tripitaka. Há debate entre os estudiosos sobre se esse sutra foi composto na China ou não.  Existem duas versões do Sutra do Rei Humanitário: a primeira é chamada de Sutra do Rei Humanitário da Perfeição da Sabedoria (仁王般若波羅蜜經, em chinês), enquanto a segunda é chamada de Sutra do Rei Humanitário da Perfeição da Sabedoria e Proteção do Estado (仁王護國般若波羅蜜經 em chinês), conhecida também como a Escritura Prajnaparamita para Reis Humanitários que Desejam Proteger seus Estados. Ambos os sutras são encontrados na seção Prajnaparamita do Taisho Tripitaka.
Este sutra é incomum porque seu público-alvo, em vez de serem praticantes leigos ou a comunidade de monges e freiras, é o governo (monarcas, presidentes, primeiros-ministros, etc.). Assim, os interlocutores — que na maioria das escrituras são arhats ou bodhisattvas — são, neste texto, os reis das dezesseis regiões antigas da Índia. Os ensinamentos principais, em vez de meditação e sabedoria, são "humanidade" e "tolerância" ou "kshanti", sendo estes os valores religiosos relacionados ao governo de um Estado budista. Dessa forma, hoje em alguns templos chineses, o sutra é utilizado durante as orações em nome do governo e do país.
Uma tradução de uma versão em sânscrito do texto para o chinês foi realizada alguns séculos após o aparecimento da versão original, pelo monge Amoghavajra (Chinês: 不空, pinyin: Bukong), uma figura da tradição esotérica chinesa e patriarca da Escola Shingon do Japão. Esta segunda versão do texto (仁王護國般若波羅蜜經, T 246.8.834-845) é semelhante à versão original (仁王般若波羅蜜經, T 245.8.825-834), atribuída a Kumārajīva, entretanto contém novas seções que incluem ensinamentos sobre mandala, mantra e dhāraṇī.
Um tema do sutra é a impermanência, e declara: "Os prósperos inevitavelmente declinam, o cheio inevitavelmente se esvazia" (盛者必衰、実者必虚 jōsha hissui, jissha hikkyo?). Relacionado ao texto deste sutra, há uma passagem popular no Japão, a expressão de quatro caracteres (四字熟語, yojijukugo?) "os prósperos inevitavelmente declinam" (盛者必衰 jōshahissui?), e é análogo ao sic transit gloria mundi no Ocidente. A primeira metade do sutra é citado na primeira linha de Heike Monogatari, cujo conteúdo diz: "A cor das folhas das árvores com flores de Shala revelam: os que prosperam inevitavelmente declinam" (沙羅雙樹の花の色、盛者必衰の理を顯す sharasōju no hana no iro, jōshahissui no kotowari wo arawasu

## Traduções
Existem duas traduções clássicas do chinês existentes:
- o 仁王護國般若波羅蜜經 Renwang Huguo Bore Boluomi Jing (traduzido por Kumārajīva em 410-412).[4][5]
- o 仁王護國般若波羅蜜多經 Renwang Huguo Bore Boluomiduo Jing (trad. por Amoghavajra em 765-766).[6][7] Amogavajra traduziu os mantras .

A descoberta do Inwanggyeong antigo traduzido (구역인왕경;舊譯仁王經) em Gugyeol na década de 1970 contribuiu para estudos sobre Coreano Intermediário.

## Leitura Adicional
- Conze, Edward  (1974). The Short Prajnaparamita Texts. [esp. The Sutra on Perfect Wisdom Which Explains How Benevolent Kings May Protect Their Countries] pp. 165-183. ISBN 0946672288ISBN 0946672288
- Orzech, Charles D. (1989). Puns on the Humane King: Analogy and Application in an East Asian Apocryphon, Journal of the American Oriental Society 109 /1, 17-24
- Orzech, Charles D. Politics and Transcendent Wisdom: The Scripture for Humane Kings in the Creation of Chinese Buddhism. Pennsylvania State University Press, 2008. ISBN 027102836XISBN 027102836X
- Orzech, Charles D. (2002). Metaphor, Translation, and the Construction of Kingship in The Scripture for Humane Kings and the Mahāmāyūrī Vidyārājñī Sūtra, Cahiers d'Extrême-Asie 13, 55-83
- Yang, Weizhong (杨维中) (2016).  《仁王般若经》的汉译及其“疑伪”之争 [The Chinese Translation of 'The Humane King Perfection of Wisdom Sutra' and Arguments Regarding its Suspicious or Apocryphal [Origins]'] (em chinês). 7. [S.l.]: Journal of Southwest University – Humanities and Social Sciences Edition. pp. 81–86